# Referendum o nezávislosti Islandu 1944
Referendum o nezávislosti Islandu se konalo 20. až 23. května 1944. Volební účast dosáhla 98,4 % a referendum skončilo jednoznačným, skoro stoprocentním výsledkem ve prospěch zrušení personální unie s Dánskem a změny z konstituční monarchie na republiku.

## Otázky a výsledky
Referendum mělo dvě otázky:[zdroj?]
- Jste pro zrušení unie s Dánskem?
- Jste pro přijetí nové republikánské ústavy?

Výsledky:[zdroj?]
| Otázka                       | Pro    | Pro (%) | Proti | Proti (%) | Neplatné hlasy |
| ---------------------------- | ------ | ------- | ----- | --------- | -------------- |
| Zrušení unie s Dánskem       | 71 122 | 99,5 %  | 377   | 0,5 %     | 1 559          |
| Přijetí republikánské ústavy | 69 435 | 98,5 %  | 1 051 | 1,5 %     | 2 572          |

Celková volební účast dosáhla 98,4 %. Ve vesnici Seyðisfjörður a hrabství (dnes již zaniklém) Vestur-Skaftafellssýsla byla dosažena plná volební účast.

## Realizace výsledků
Již 17. června 1944 vyhlásil islandský parlament Althing republiku, čímž zaniklo Islandské království. Král Islandu a nacisty okupovaného Dánska Kristián X. nato zaslal zprávu s gratulacemi islandskému lidu a prvním prezidentem dnešní Islandské republiky se stal politik a diplomat Sveinn Björnsson.